# Valeriana longitubulosa
Valeriana longitubulosa är en kaprifolväxtart som först beskrevs av Schmale, och fick sitt nu gällande namn av B.Eriksen. Valeriana longitubulosa ingår i släktet vänderötter, och familjen kaprifolväxter. Inga underarter finns listade i Catalogue of Life.